# Wilhelm Mützelburg
Wilhelm Theodor Mützelburg (* 1. Oktober 1877 in Altona; † 21. April 1959 in Hannover) war Jurist und von 1913 bis 1934 Bürgermeister (seit Dezember 1920 Oberbürgermeister) der ostfriesischen Stadt Emden.

## Herkunft und Ausbildung
Mützelburg stammte aus dem damals noch holsteinischen Altona, wo er als eines von sieben Kindern eines Telegrafie-Sekretärs und dessen Ehefrau geboren wurde. 1897 legte er das Abitur ab und studierte im Anschluss Jura in Jena, Berlin und Kiel, wo er im Mai 1901 das Referendarexamen ablegte. Parallel dazu war bereits seine Doktorarbeit entstanden, promoviert wurde er im Juni desselben Jahres in Leipzig. Während seines Studiums wurde er 1897 Mitglied der Burschenschaft Germania Jena. Nach Tätigkeiten im Verwaltungsdienst in Altona und Kiel wurde er zunächst Bürgermeister der Stadt Uelzen (1910–1913) und bewarb sich von dort aus erfolgreich um die Nachfolge Leo Fürbringers, der von 1875 bis 1913 Oberbürgermeister in Emden gewesen war.

## Oberbürgermeister Emdens
Mützelburgs Amtszeit wurde bereits 1914 durch den Ersten Weltkrieg de facto unterbrochen: Er wurde 1914 eingezogen und kehrte erst 1916 aus dem Kriegsdienst zurück. Während dieser Zeit übernahm sein Vorgänger Fürbringer noch einmal für zwei Jahre kommissarisch das Amt. Mützelburg war 1914 bis 1919 Mitglied des Provinziallandtags der Provinz Hannover für den Wahlbezirk Emden. Nach Ende des Krieges bildete sich in Emden ein Arbeiter- und Soldatenrat, der für einen Zeitraum von etwa drei Monaten die tatsächliche Gewalt in Emden ausübte, jedoch durch den von Mützelburg initiierten Einsatz einer Reichswehreinheit im Februar 1919 aufgelöst wurde.
Mützelburg, der zunächst der linksliberalen DDP angehörte und 1926 zur rechtsliberalen DVP wechselte, bemühte sich um einen Interessenausgleich zwischen dem Arbeitermilieu in der Hafen- und Industriestadt und dem Bürgertum. Dabei sah er sich einerseits einem schon während der ersten Jahre der Weimarer Republik stark wachsenden Anteil kommunistischer Wähler unter den Emder Hafenarbeitern und andererseits – einem Trend im Reich folgend – ab 1924 auch einem zunehmenden rechtsradikalen Potenzial in der Stadt gegenüber. Wirtschaftliche Krisen infolge der Ruhrbesetzung 1923 sowie aufgrund von Streiks im Binnenschiffergewerbe 1927 machten der städtischen Wirtschaft zu schaffen, die zu einem nicht unerheblichen Teil vom Im- und Export von Eisenerz und Kohle für das/aus dem Ruhrgebiet lebte. Mützelburgs Versuche, in Zusammenarbeit mit den städtischen Gremien die Wirtschaftsstruktur Emdens durch Ansiedlungen neuer Gewerbe zu diversifizieren, schlugen fehl und erhöhten den Schuldendienst der Stadt. Die 1928 mit einer Ortsgruppe in Emden vertretene NSDAP beklagte dies als „Misswirtschaft“, ebenso wie rechtsstehende Politiker anderer Parteien. Die bauliche Entwicklung der Stadt hingegen wurde in jener Zeit deutlich vorangetrieben, sowohl im sozialen Wohnungsbau wie auch bei öffentlichen Gebäuden.
Mützelburg sah sich seit der Stadtratswahl im März 1933 einer Mehrheit aus NSDAP und „Rechtsblock“ gegenüber. Trotz Bestrebungen der örtlichen NSDAP, Mützelburg aus seinem Amt zu entfernen, konnte er sich noch bis zum 16. Oktober im Amt halten. An diesem Tag wurde Mützelburg nach einer Auseinandersetzung mit dem neuen örtlichen NSDAP-Kreisleiter Johann Menso Folkerts von vier NSDAP-Mitgliedern in seinem Büro misshandelt. Erst als ein Polizist in Mützelburgs Dienstzimmer erschien, ließen sie von ihm ab. Aber nach kurzer Zeit kehrten sie mit Verstärkung zurück. Etwa 20 Mann packten den widerstrebenden und sich wehrenden Oberbürgermeister und führten ihn zwangsweise mit Gejohle erst durch das Rathaus und dann durch die Stadt.
Der Vorfall erregte Aufsehen. Mützelburg meldete die Angelegenheit an den Innenminister nach Berlin. Es gab Empörung in Emden über den Vorfall; die NSDAP-Gauleitung in Oldenburg distanzierte sich sogar öffentlich von ihrem Kreisleiter. Folkerts musste zur Strafe sein Amt in Emden für ein Jahr ruhen lassen, den Posten des Kreisleiters für Norden-Krummhörn, den er gleichzeitig innehatte, durfte er behalten. Mützelburg aber durfte nicht in sein Amt zurückkehren, obwohl der preußische Innenminister Göring in einem Schreiben bestätigte, dass Mützelburg eine Rehabilitierung verdient habe. Um die Öffentlichkeit glauben zu lassen, die Kritik an dem Vorgehen von Folkerts und den Mitgliedern seiner Ortsgruppe sei ernst gemeint, wurde auf den Posten des Oberbürgermeisters übergangsweise ein Staatskommissar – ebenfalls ein verlässlicher Nazi – eingesetzt, der Polizeipräsident von Altona Paul Hinkler. Hinkler musste nur einen Monat lang amtieren, denn dann wurde der aus Bad Bramstedt stammende 35-jährige NSDAP-Angehörige Hermann Maas zum Nachfolger Mützelburgs benannt.

## Nach der Vertreibung aus dem Amt
Nach diesem Vorfall erkrankte Mützelburg. Der Regierungspräsident beurlaubte ihn deswegen. Im März 1934 wurde Mützelburg in Anwendung von Paragraph 6 des Gesetzes zur Wiederherstellung des Berufsbeamtentums in den Ruhestand versetzt. Von 1936 bis 1945 wurde Mützelburg als Gemeindeprüfer im Angestelltenverhältnis weit unter seiner bisherigen Dienststellung beim Regierungspräsidium Hannover eingesetzt – unterbrochen durch zweijährigen Kriegsdienst als Oberleutnant in der Wehrmacht von 1940 bis 1942. Nach dem Zweiten Weltkrieg war Mützelburg noch bis 1950 an der niedersächsischen Gemeindeverwaltungsschule in Hameln und später in Hannover tätig. 1948 ging er als Direktor dieser Schule in Ruhestand und verstarb 1959 in Hannover.